# Trout Mask Replica
Trout Mask Replica es el tercer disco de estudio de la banda experimental estadounidense Captain Beefheart & His Magic Band, publicado en 1969. El álbum fue producido por Frank Zappa, amigo  de Don Van Vliet (Beefheart).

## Legado
Fue seleccionado en el puesto 58 de los 500 mejores álbumes de toda la historia según la revista Rolling Stone. El libro "El almanaque de la música alternativa" lo calificó como el segundo mejor disco de la música alternativa. Matt Groening, creador de la serie Los Simpson, lo consideró el mejor disco de rock de todos los tiempos. La revista Mojo lo calificó en el número 28 en la lista de los discos más importantes de la historia y en el puesto 51 de la lista de los álbumes que han cambiado al mundo.
El álbum es aclamado críticamente y ha formado un legado de culto alrededor de la música estadounidense, es considerado uno de los álbumes esenciales del avant-garde rock y es uno de los más influyentes del siglo XX, inspirando a artistas como Flea y John Frusciante, ambos de los Red Hot Chili Peppers, la banda de rock/new wave Devo, Sonic Youth, Frank Zappa entre otros.

## Lista de canciones
Lado uno
1. "Frownland" – 1:41
2. "The Dust Blows Forward 'n the Dust Blows Back" – 1:53
3. "Dachau Blues" – 2:21
4. "Ella Guru" – 2:26
5. "Hair Pie: Bake 1" – 4:58
6. "Moonlight on Vermont" – 3:59

Lado dos
1. "Pachuco Cadáver" – 4:40
2. "Bills Corpse" – 1:48
3. "Sweet Sweet Bulbs" – 2:21
4. "Neon Meate Dream of a Octafish" – 2:25
5. "China Pig" – 4:02
6. "My Human Gets Me Blues" – 2:46
7. "Dali's Car" – 1:26

Lado tres
1. "Hair Pie: Bake 2" – 2:23
2. "Pena" – 2:33
3. "Well" – 2:07
4. "When Big Joan Sets Up" – 5:18
5. "Fallin' Ditch" – 2:08
6. "Sugar 'n Spikes" – 2:30
7. "Ant Man Bee" – 3:57

Lado cuatro
1. "Orange Claw Hammer" – 3:34
2. "Wild Life" – 3:09
3. "She's Too Much for My Mirror" – 1:40
4. "Hobo Chang Ba" – 2:02
5. "The Blimp (mousetrapreplica)" – 2:04
6. "Steal Softly thru Snow" – 2:18
7. "Old Fart at Play" – 1:51
8. "Veteran's Day Poppy" – 4:31

## Músicos
- Don Van Vliet (Captain Beefheart) – voz, saxofón tenor, saxofón soprano y clarinete bajo.
- Bill Harkleroad (Zoot Horn Rollo) – guitarra y flauta
- Jeff Cotton (Antennae Jimmy Semens) – guitarra y voz
- Victor Hayden (The Mascara Snake) – clarinete bajo y voz
- Mark Boston (Rockette Morton) – bajo y voz
- John French (Drumbo) – batería y percusión